# Fagivorina
Fagivorina là một chi bướm đêm thuộc họ Geometridae.

## Các loài
- Fagivorina arenaria (Hufnagel, 1767)